# Liste der Monuments historiques in Pleyber-Christ
Die Liste der Monuments historiques in Pleyber-Christ führt die Monuments historiques in der französischen Gemeinde Pleyber-Christ auf.

## Liste der Bauwerke
| Bezeichnung                           | Beschreibung | Standort                 | Kennzeichnung | Schutzstatus | Datum | Bild           |
| ------------------------------------- | ------------ | ------------------------ | ------------- | ------------ | ----- | -------------- |
| Château de Lesquiffiou mit Taubenturm | Schloss      | (Lage)                   | PA00090167    | Inscrit      | 1992  | weitere Bilder |
| Kirche St-Pierre und Beinhaus         |              | Place de l’Église (Lage) | PA00090168    | Classé       | 1914  | weitere Bilder |

## Liste der Objekte
- Monuments historiques (Objekte) in Pleyber-Christ in der Base Palissy des französischen Kultusministeriums